# Jonathas de Jesus
Jonathas Cristian de Jesus (nascut el 6 de març de 1989), conegut més simplement com a Jonathas, és un futbolista professional brasiler que juga com a davanter a l'FC Rubin Kazan.

## Trajectòria esportiva

### Inicis
Jonathas va jugar als equips inferiors del Cruzeiro i alguns cops al primer equip. Fou cedit a l'Ipatinga i el Villa Nova. L'octubre de 2008 fou fitxat pels campions de l'Eredivisie, l'AZ Alkmaar. El Cruzeiro va anunciar que l'AZ havia comprat el 65% dels drets del jugador per 600,000 € i que el club brasiler retenia la resta.

### AZ
Jonathas va debutar amb l'AZ el 28 d'octubre de 2009, en un partit de copa contra el SV Spakenburg. Hi va marcar un gol, i l'AZ va acabar guanyant el partit per 5–2. El 21 de novembre de 2009, Jonathas va jugar el seu primer partit de lliga amb el club d'Alkmaar. Fou fora de casa, a Limburg, contra el Roda JC. També va marcar un gol en el seu debut, en què l'AZ va guanyar per 2-4. En el minut 90 del partit fou expulsat després de donar un cop amb el braç a un rival.

### Brescia
L'1 de febrer de 2011, Jonathas va fitxar pel Brescia Calcio amb un contracte d'un any i mig, per un preu de traspàs d'uns 300,000 €. Va jugar sis partits durant la temporada 2010–11 de la Serie A, en què el Brescia va perdre la categoria. La temporada 2011-12 a la Serie B marcà 16 gols, i fou el màxim golejador de l'equip.

### Pescara i cessions
El 31 de juliol de 2012, va fitxar pel Pescara de la Serie A. Va jugar el seu primer partit amb el Pescara el 26 d'agost en una derrota per 0–3 contra l'Inter de Milà. Jonathas va marcar el seu primer gol el 6 de gener de l'any següent, en una victòria per 2–0 contra l'ACF Fiorentina.
El 31 de gener de 2013 Jonathas va passar al Torino FC cedit fins al junt, amb una clàusula de recompra. El 29 d'agost va passar al Latina Calcio amb un contracte d'un any.
Després de marcar 15 gols amb el Latina, Jonathas va retornar al Pescara, i fou immediatament cedit a l'Elx CF de La Liga, per dues temporades.

#### Elx (cedit)
Jonathas va debutar a La Liga el 24 d'agost de 2014, jugant com a titular en una derrota per 0–3 contra el FC Barcelona. Va marcar el seu primer gol en la categoria el 14 de setembre, el segon en una victòria per 3–2 fora de casa contra el Rayo Vallecano.
El 2 de novembre, Jonathas va marcar tots els gols de l'Elx en una victòria a casa per 2–1 contra el RCD Espanyol, incrementant el seu compte particular fins als cinc gols. El 20 d'abril de 2015, després de marcar el gol de la victòria a casa contra la Reial Societat, va esdevenir el primer jugador dels valencians en fer 10 gols a la lliga des de la temporada 1977–78.

### Reial Societat
El 27 de juliol de 2015, Jonathas va fitxar per la Real Sociedad, amb un contracte per cinc anys.

## Internacional
Jonathas ha jugat en diverses seleccions per edats al Brasil. Va jugar amb la selecció brasilera Sub-19 a la Sendai Cup de 2008, on va impressionar tot marcant tres gols en el mateix nombre de partits.